# Attack of the Ten Masked Men
Attack of the Ten Masked Men es el quinto y último álbum de la banda de Death metal Ten Masked Men lanzado en 2008.

## Canciones
1. "Easy Lover" (Phillip Bailey & Phil Collins)
2. "Gangsta's Paradise"  (Coolio)
3. "All Rise" (Blue)
4. "Circle in the Sand" (Belinda Carlisle)
5. "Careless Whisper" (Wham!)
6. "Little Lies" (Fleetwood Mac)
7. "Something Kinda Ooooh" (Girls Aloud)
8. "7 Days" (Craig David)
9. "Thunderball" (Tom Jones)
10. "Push It to the Limit" (Corbin Bleu)
11. "Rasputin" (Boney M)
12. "La Isla Bonita" (Madonna)
13. "Eye of the Tiger" (Survivor)

- Datos: Q1945162